# Cottbus-Großenhainer Eisenbahn-Gesellschaft
Die Cottbus-Großenhainer Eisenbahn-Gesellschaft (CGE) war eine Eisenbahngesellschaft in Preußen. Sie war Eigentümer der Eisenbahnverbindung zwischen Großenhain, Cottbus und Frankfurt (Oder).

## Geschichte
Sie wurde 1868 gegründet, wobei die Leipzig-Dresdener Eisenbahn-Gesellschaft ein Drittel des Kapitals zeichnete, da sie für sich von der neuen Bahn zusätzlichen Verkehr erhoffte. Sie übernahm die Betriebsführung, als die 80 km lange Strecke Cottbus – Senftenberg – Großenhain am 20. April 1870 eröffnet wurde. Erster Direktor der CGE war bis 1876 Karl Eduard Zachariae von Lingenthal. Die Gesellschaft hatte ihren Sitz in Cottbus.
Die 71 km umfassende Verlängerung der Stammlinie in nordöstlicher Richtung von Cottbus über Grunow nach Frankfurt (Oder) wurde am 31. Dezember 1876 dem Verkehr übergeben.
Seit dem 1. Juni 1874 führte die CGE – auf Verlangen des Staates – den Betrieb auf ihren Strecken selbst; ebenso auf der gleichzeitig neu eröffneten „Oberlausitzer Eisenbahn-Gesellschaft“. Ab 1. Juli 1878 beschränkte sich das Verhältnis zu dieser auf die Betriebsführung der Stichbahn Ruhland – Lauchhammer.
Da sich der Verkehr der CGE gut entwickelte, beabsichtigte der Preußische Staat, die Gesellschaft zu erwerben. Er übernahm am 1. Mai 1882 Verwaltung und Betrieb der Bahn und wurde am 1. September 1883 Eigentümer. Die CGE wurde aufgelöst.

## Strecken
- Großenhain–Cottbus
- Cottbus–Frankfurt (Oder)